# Milan Havel
Milan Havel (Benešov, 7 de agosto de 1994) es un futbolista checo que juega en la demarcación de lateral izquierdo para el F. C. Viktoria Plzeň de la Liga de Fútbol de la República Checa.

## Biografía
Tras empezar a formarse como futbolista con el Bohemians 1905, finalmente en 2012 subió al primer equipo, haciendo su debut como futbolista profesional en segunda división el 12 de mayo de 2013 en un encuentro contra el FK Ústí nad Labem. Tras cinco años en el club y un subcampeonato de liga, en 2017 fichó por el F. C. Viktoria Plzeň. Tras dos años en el club, el 3 de septiembre de 2019 regresó al Bohemians cedido hasta final de año.

## Selección nacional
El 8 de septiembre de 2021 debutó con la selección de la República Checa en un amistoso ante Ucrania que finalizó en empate a uno.

## Clubes
| Club                    | País            | Año       | Partidos | Goles |
| ----------------------- | --------------- | --------- | -------- | ----- |
| Bohemians 1905          | República Checa | 2012-2017 | 61       | 3     |
| F. C. Viktoria Plzeň    | República Checa | 2017-2019 | 48       | 2     |
| Bohemians 1905 (cedido) | República Checa | 2019      | 12       | 3     |
| F. C. Viktoria Plzeň    | República Checa | 2020-     | 176      | 20    |

## Palmarés

### Campeonatos nacionales
| Título                               | Club                 | País            | Año  |
| ------------------------------------ | -------------------- | --------------- | ---- |
| Liga de Fútbol de la República Checa | F. C. Viktoria Plzeň | República Checa | 2018 |
| Liga de Fútbol de la República Checa | F. C. Viktoria Plzeň | República Checa | 2022 |